# Emurena
Emurena is een geslacht van vlinders van de familie spinneruilen (Erebidae), uit de onderfamilie Arctiinae.

## Soorten
- E. fernandezi Watson, 1975
- E. lurida Felder, 1874
- E. luridoides Rothschild, 1910
- E. quinquepunctata Gaede, 1928
- E. tripunctata Druce, 1884